# 王子様のつくりかた
『王子様のつくりかた』（おうじさまのつくりかた）は、桃雪琴梨による日本の漫画作品。

## 概要
講談社の漫画雑誌『なかよし』にて2005年7月号から2006年5月号まで連載された。単行本は同社のKCなかよしより全2巻が刊行されている。

## あらすじ
スイスから、全寮制の学校・小鳥遊学園の中等部に編入した小鳥遊ユイリ。彼女は祖父でもある学園長から、学園に在籍している、わがままな問題児の4人のスーパーセレブ男子を更生させて欲しいという依頼を受けていた。元々この役目を果たすはずだった双子の兄・ハイリに成りすまし、4人を指導するユイリ。だが4人の中のひとり、颯月に秘密がばれてしまった!

## キャラクター
小鳥遊 ユイリ（たかなし ユイリ）
主人公。中学1年生。祖父である小鳥遊学園長の依頼により、ハイリという双子の兄の代役として学園に編入する。セレブ4人組に振り回されているが、鋭い言動で彼らを一喝する。
天王寺 陽太（てんのうじ ひなた）
天王寺財閥の御曹司。ユイリを悩ませるセレブ4人組のひとり。お調子者で4人のリーダー格。
天王寺 颯月（てんのうじ さつき）
天王寺財閥の御曹司。ユイリの秘密を知ったセレブ4人組のひとり。裏のリーダー。陽太とはいとこ同士（ということになっており、彼とは様々な恩讐があった）。
謝名堂 純（しゃなどう じゅん）
世界中に建つリゾートホテルの御曹司。セレブ4人組のひとり。ショタ系の可愛い少年。
北ノ坊 禅（きたのぼう ぜん）
世界中に弟子を持つ武術・北ノ坊流家元。セレブ4人組のひとり。堅物そうに見えるが、実はムッツリでシャイ。
モコ
エンジェリック・ガーデンで飼育されている小動物。ウサギのような耳とリスのような尻尾を持つ。動物実験により作り出された。

## デジタルコミック
2006年、『なかよし』1月号付録のCD-ROMのプログラムのひとつとして、デジタルコミック（漫画のセリフに声が入ったもの）化された。

### 配役
- 小鳥遊 ユイリ：植田佳奈
- 天王寺 颯月：緑川光
- 天王寺 陽太：成瀬誠
- 謝名堂 純：園崎未恵
- 北ノ坊 禅：杉山紀彰
- モコ：阿部玲子
- 学園長：木村雅史

## 書誌情報
- 桃雪琴梨 『王子様のつくりかた』 講談社〈講談社コミックスなかよし〉、全2巻
  1. 2005年12月6日発売[1]、ISBN 978-4-06-364098-4
  2. 2006年6月6日発売[1]、ISBN 978-4-06-364111-0